# Edward Cranston Campbell
Ernest Scott, właśc. Edward Cranston Campbell (ur. 26 sierpnia 1916, Glasgow; zm. 4 kwietnia 2006, Tunbridge Wells) – dziennikarz i uznany autorytet cyrkowy oraz treser dzikich zwierząt.
Campbell rozpoczął karierę dziennikarza pod koniec lat 30 XX w. w Kemsley Newspapers w Glasgow.
Przeprowadził się na Fleet Street w 1956, gdzie pracował dla gazet Evening Standard, Evening News i Sunday Dispatch.
Pracował jednocześnie w małym ZOO pod Central Glasgow Station. Udowodnił, że zwierzęta, w tym wypadku trzy lwy i niedźwiedź, mogą być wytresowane do wysokiej klasy publicznych pokazów cyrkowych bez używania przemocy. Twierdził iż odkrył pewien rodzaj komunikacji między człowiekiem i zwierzęciem.
Campbell był też autorem książek, napisał m.in. Jungle Be Gentle, „autobiografię” podyktowaną przez ducha jego przyjaciela, niemieckiego tresera zwierząt Hansa Bricka, oraz The People of the Secret, wydaną przez wydawnictwo Idriesa Shaha Octagon Press, pod pseudonimem „Ernest Scott”. W tej ostatniej stwierdza, że ewolucją biologiczną i historią ludzkości kierują inteligentne istoty, których najniższa hierarchia kontaktuje się z ludźmi. Niewidzialne istoty zasiewają idee w ludzkich umysłach, aby przygotować ludzkość na nowy etap rozwoju. Autor sugeruje, że tych Ludzi Sekretu można rozpoznać.

## Książki
- The People of the Secret (PBK), wstęp Colin Wilson, wyd. Octagon Press, Limited (czerwiec 1983), 263 strony, 21,3x13,2 cm, miękka okładka, ISBN 0-86304-038-1, ISBN 978-0-86304-038-2